# Fußball-Afrikameisterschaft der Frauen 2012
Die Fußball-Afrikameisterschaft der Frauen 2012 (engl.: African Women Championship, franz.: Championnat d'Afrique de football féminin) war die achte offizielle Ausspielung der afrikanischen Kontinentalmeisterschaft im Frauenfußball und fand vom 28. Oktober bis zum 11. November zum zweiten Mal nach 2008 in Äquatorialguinea statt. Spielorte waren wie vor vier Jahren die Hauptstadt Malabo und Bata. Da die beiden ersten Meisterschaften ohne Endrunde ausgetragen wurden, zählt die CAF dieses Turnier als dessen achte Auflage.
Gastgeber Äquatorialguinea nutzte zum  zweiten Mal nach 2008 seinen Heimvorteil und wurde Afrikameister im Frauenfußball. Torschützenkönigin wurde ebenfalls zum zweiten Mal nach 2008 Genoveva Añonma vom Titelträger Äquatorialguinea mit 6 Toren.

## Qualifikation
Qualifizierte Mannschaften:
Äquatorialguinea (Gastgeber), DR Kongo, Äthiopien, Südafrika, Elfenbeinküste, Nigeria (Titelverteidiger), Senegal, Kamerun
Die Mannschaften der Elfenbeinküste und des Senegals konnten sich erstmals qualifizieren. Da Ghana die Endrunde verpasste, war Nigeria nun die einzige Mannschaft, die an allen bisherigen Endrunden teilnahm.

## Modus
Die acht qualifizierten Mannschaften wurden auf zwei Gruppen zu je vier Mannschaften aufgeteilt. Innerhalb der Gruppen spielt jede Mannschaft einmal gegen jede andere.
Bei Punktgleichheit mehrerer Mannschaften in den Gruppenspielen entscheiden die Ergebnisse aus den direkten Begegnungen über die Platzierung. Dabei werden erst die summierten Punkte, dann die Tordifferenz und danach die Anzahl der erzielten Tore verglichen. Ergibt sich hierdurch keine Platzierung, werden die Tordifferenz und die Anzahl der erzielten Tore aus allen Gruppenspielen herangezogen. Sollte danach noch immer keine Entscheidung gefallen sein entscheidet das Fairplay-Verhalten der Mannschaften. Liegen auch hier zwei oder mehrere Mannschaften gleichauf, entscheidet das Los.
Die Gruppensieger und Gruppenzweiten erreichen das Halbfinale und spielen dort im K.-o.-System "über Kreuz" gegeneinander. Die Halbfinalsieger erreichen das Finale, die Verlierer spielen um Platz drei. Ab dem Halbfinale folgt bei unentschiedenem Spielstand eine Verlängerung vom zwei mal fünfzehn Minuten und falls danach noch kein Sieger feststeht ein Elfmeterschießen.

## Spielorte
Die Afrikameisterschaft 2012 fand wie 2008 in zwei Stadien statt.
| Malabo |

| Bata |

| Malabo |

| Bata |

## Vorrunde
Die Gruppenauslosung erfolgte am 17. Juli 2012 in Kairo.

### Gruppe A
| Pl. | Land             | Sp. | S | U | N | Tore    | Diff. | Punkte |
| --- | ---------------- | --- | - | - | - | ------- | ----- | ------ |
| 1.  | Äquatorialguinea | 3   | 3 | 0 | 0 | 012:000 | +12   | 09     |
| 2.  | Südafrika        | 3   | 2 | 0 | 1 | 005:200 | +3    | 06     |
| 3.  | DR Kongo         | 3   | 1 | 0 | 2 | 002:100 | −8    | 03     |
| 4.  | Senegal          | 3   | 0 | 0 | 3 | 000:700 | −7    | 0      |

|                            |   |                  |           |
| 28. Oktober 2012 in Malabo |   |                  |           |
| Äquatorialguinea           | – | Südafrika        | 1:0 (1:0) |
| Senegal                    | – | DR Kongo         | 0:1 (0:0) |
| 31. Oktober 2012 in Malabo |   |                  |           |
| Südafrika                  | – | Senegal          | 1:0 (0:0) |
| DR Kongo                   | – | Äquatorialguinea | 0:6 (0:2) |
| 3. November 2012 in Malabo |   |                  |           |
| Äquatorialguinea           | – | Senegal          | 5:0 (3:0) |
| 3. November 2012 in Bata   |   |                  |           |
| Südafrika                  | – | DR Kongo         | 4:1 (2:0) |

### Gruppe B
| Pl. | Land           | Sp. | S | U | N | Tore    | Diff. | Punkte |
| --- | -------------- | --- | - | - | - | ------- | ----- | ------ |
| 1.  | Nigeria        | 3   | 3 | 0 | 0 | 008:200 | +6    | 09     |
| 2.  | Kamerun        | 3   | 1 | 1 | 1 | 005:300 | +2    | 04     |
| 3.  | Elfenbeinküste | 3   | 1 | 0 | 2 | 007:700 | ±0    | 03     |
| 4.  | Äthiopien      | 3   | 0 | 1 | 2 | 000:500 | −5    | 01     |

|                            |   |                |           |
| 29. Oktober 2012 in Bata   |   |                |           |
| Nigeria                    | – | Kamerun        | 2:1 (1:0) |
| Elfenbeinküste             | – | Äthiopien      | 5:0 (2:0) |
| 1. November 2012 in Bata   |   |                |           |
| Kamerun                    | – | Elfenbeinküste | 4:1 (2:1) |
| Äthiopien                  | – | Nigeria        | 0:3 (0:1) |
| 4. November 2012 in Malabo |   |                |           |
| Nigeria                    | – | Elfenbeinküste | 3:1 (2:0) |
| 4. November 2012 in Bata   |   |                |           |
| Kamerun                    | – | Äthiopien      | 0:0       |

## Finalrunde

### Halbfinale
|                       |   |           |           |
| 7. November in Malabo |   |           |           |
| Äquatorialguinea      | – | Kamerun   | 2:0 (2:0) |
| 7. November in Bata   |   |           |           |
| Nigeria               | – | Südafrika | 0:1 (0:1) |

### Spiel um Platz 3
|                        |   |         |           |
| 11. November in Malabo |   |         |           |
| Kamerun                | – | Nigeria | 1:0 (1:0) |

### Finale
|                        |   |           |           |
| 11. November in Malabo |   |           |           |
| Äquatorialguinea       | – | Südafrika | 4:0 (1:0) |

Äquatorialguinea gewann in Malabo vor 20.000 Zuschauern.

## Schiedsrichterinnen
Es wurden elf Schiedsrichterinnen und 15 Schiedsrichterassistentinnen nominiert.
Hauptschiedsrichterinnen:
- Neama Mohamed Rashad
- Maximina Bernardo
- Lidya Tafesse Abebe
- Christine Ziga
- Therese Sagno
- Grace Msiska
- Kankou Coulibaly
- Insaf el-Harkaoui
- Gladys Lengwe
- Aissata Amegee
- Aisha Ssemambo

Reserve:
- Lilia Abdeljaoued
- Julia Lekgowe
- Judith Gamba

Schiedsrichterassistentinnen:
- Mona Mahmoud
- Manuela Nchama Edu
- Trhas Gebreyohanis
- Tempa Ndah
- Botsalo Mosimanewatlala
- Emmanuella Aglago
- Mary Njoroge
- Tseke Ngouono
- Lidwine Rakotozafinoro
- Bernadettar Kwimbira
- Souad Oulhaj
- Momo Bosede Adijat
- Mana Dzodope
- Diana Junia Mukasa
- Marthe Laconte Gamoeda

Reserve:
- Marthe Sakobo
- Mercy Zulu
- Stella Ruvinga

## Beste Torschützinnen
| Rang | Spielerin               | Tore |
| ---- | ----------------------- | ---- |
| 1    | Genoveva Añonma         | 6    |
| 2    | Chinasa                 | 5    |
| 3    | Tia Vino Ines N’Rehy    | 4    |
| 3    | Andisiwe Mgcoyi         | 4    |
| 5    | Boho Sayo Jade          | 3    |
| 6    | Adrienne Iven           | 2    |
| 6    | Adriana Aparecida Costa | 2    |
| 6    | Stella Mbachu           | 2    |
| 6    | Perpetua Nkwocha        | 2    |

Hinzu kamen weitere 16 Spielerinnen mit je einem Treffer sowie ein Eigentor.